# Burni Mesgit
Burni Mesgit är ett berg i Indonesien.   Det ligger i provinsen Aceh, i den västra delen av landet, 1 600 km nordväst om huvudstaden Jakarta. Toppen på Burni Mesgit är 2 244 meter över havet, eller 86 meter över den omgivande terrängen. Bredden vid basen är 1,8 km.
Terrängen runt Burni Mesgit är huvudsakligen kuperad, men österut är den bergig. Trakten runt Burni Mesgit är nära nog obefolkad, med mindre än två invånare per kvadratkilometer. I omgivningarna runt Burni Mesgit växer i huvudsak städsegrön lövskog.